# Maurice Ohana
Maurice Ohana (ur. 12 czerwca 1913 w Casablance, zm. 13 listopada 1992 w Paryżu) – francuski kompozytor.

## Życiorys
Urodził się w Maroku, w czasach francuskiego protektoratu, w rodzinie o korzeniach andaluzyjsko-sefardyjskich. Studiował u Daniela-Lesura w Schola Cantorum w Paryżu i u Alfredo Caselli w Akademii św. Cecylii w Rzymie. Podczas II wojny światowej służył w armii brytyjskiej w Afryce Północnej. Po wojnie, od 1946, współtworzył awangardową grupę artystyczną „Groupe Zodiaque” (m.in. ze Stanisławem Skrowaczewskim) w Paryżu. Nigdy nie był zainteresowany serializmem, a inspirację czerpał z  andaluzyjskiego flamenco, mitologii greckiej, tradycji hiszpańskiej, marokańskiej i in. Laureat wielu nagród, m.in. Nagrody im. A. Honeggera (1982) i Nagrody im. M. Ravela (1985). Jego utwory wykonywali m.in. Elżbieta Chojnacka, Mstisław Rostropowicz i Narciso Yepes.

## Twórczość
- Études chorégraphiques pour percussion (1955)
- Concertino pour Trompette et Orchestre (1957)
- Chanson de Toile (opera, 1960)
- Synaxis na dwa fortepiany, perkusję i orkiestrę (1966)
- Chiffres de Clavecin na klawesyn z orkiestrą (1967–1968), utwór zadedykowany Elżbiecie Chojnackiej[2]
- Syllabaire pour Phèdre (opera, 1969)
- Autodafé (opera, 1972)
- Vingt-quatre Préludes pour piano (24 Preludia na fortepian, 1973)
- Noctuaire na wiolonczelę i fortepian (1975)
- Lys de madrigaux (1976)
- Livre des Prodiges (1979)
- Concerto pour Piano et Orchestre (1981)
- Cadran lunaire na gitarę dziesięciostrunową (1981–1985)
- La Célestine (opera, 1988)
- Avoaha na chór mieszany, trzech perkusistów i dwa fortepiany (1991)